# Payer en monnaie de singe
Pour les articles homonymes, voir Monnaie de singe.

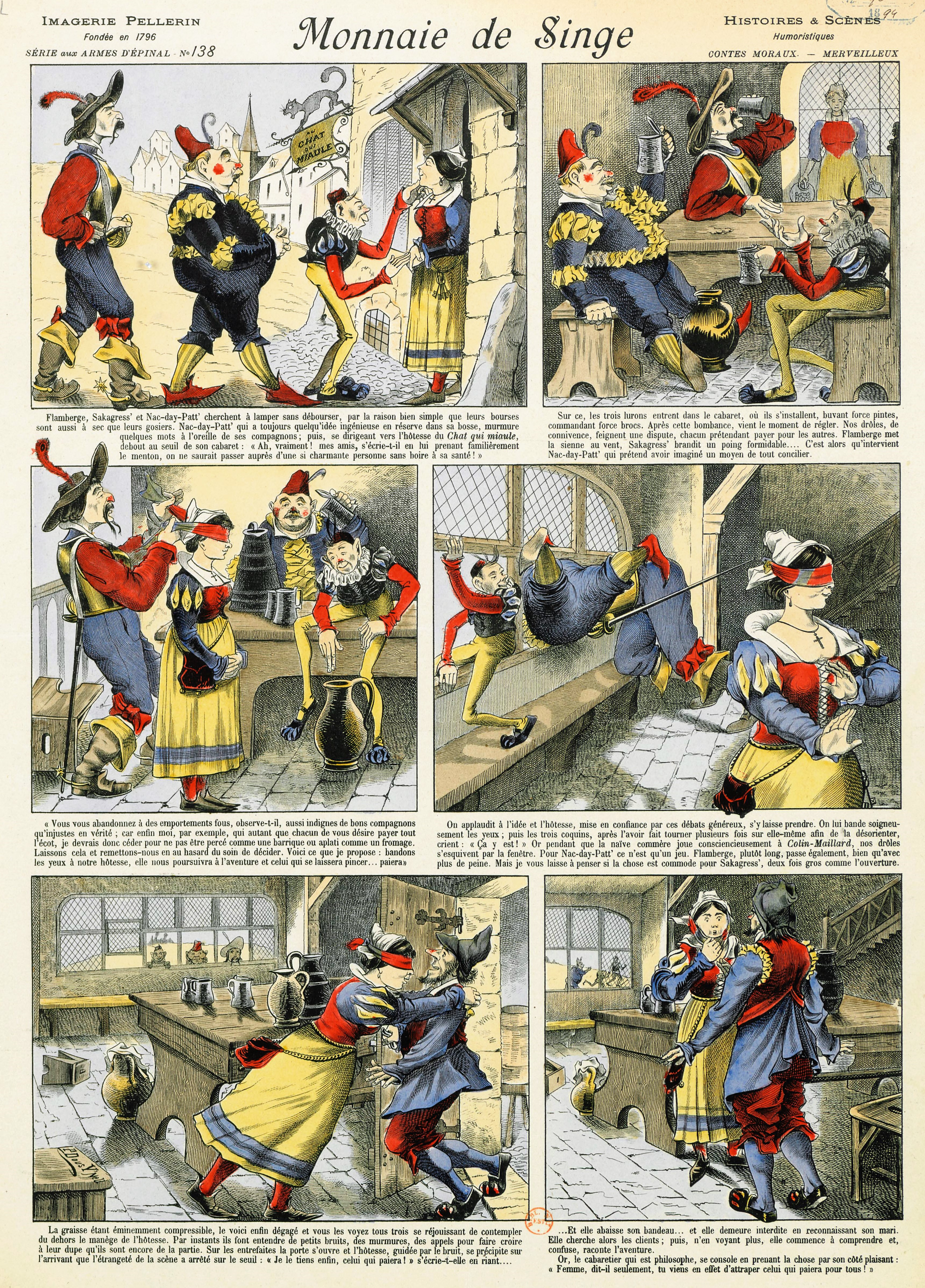
Trois ivrognes illustrent l'expression en jouant un mauvais tour à la tenancière d'un cabaret, au sens ancien du terme. Histoire tirée d'une Série aux armes d'Épinal.

Payer en monnaie de singe est une expression française qui évoquait à l'origine une sorte de paiement en nature. Aujourd'hui, elle signifie utiliser une monnaie d'échange non convertible en argent voire « ne pas payer », escroquer un créancier.
Selon le Livre des métiers du XIIIe siècle, Saint Louis aurait accordé aux montreurs de singes le droit de payer en grimaces ou en tours de passe-passe le péage du Petit-Pont qui relie l’île Notre-Dame au quartier Saint-Jacques.

## Origine
Au Moyen Âge, tous les marchands qui passaient par le Petit-Pont pour aller vendre un singe dans la Cité, payaient quatre deniers... mais si le singe appartenait à un jongleur (terme désignant à l'époque les amuseurs publics dont les dresseurs d'animaux), celui-ci, en faisant danser son singe devant le péager, franchissait le pont gratuitement. Il était également admis que les jongleurs sans singe ne payeraient pas ce droit de péage pour leurs autres marchandises à condition d'exécuter un tour devant le péager. Ceux-ci « payaient donc en monnaie de singe ».
Quoi de plus vil que les montreurs de singe, ces hommes qui se servent d'un « animal qui approche de la figure de l'homme et en contrefait les actions », comme le définit l'abbé Furetière ? « Ces numéros étaient proscrits par l'Église qui interdisait aussi leur rémunération », explique Florian Meunier, conservateur pour le Moyen Âge et la Renaissance au musée Carnavalet[réf. souhaitée]. 
Dans l'ouvrage Jetons, méreaux et médailles[réf. incomplète], l'historien Michel Pastoureau explique que les activités des jongleurs avec leurs numéros de singes savants ne sauraient être considérées comme des métiers méritant rétribution et que les jongleurs s'apparentaient à des faux pauvres pervertissant l'acte de charité. « II y avait un caractère transgressif dans le fait de donner de l'argent à des jongleurs. Lorsqu'un joueur recevait de l'argent, cela risquait de compromettre le salut de l'âme du donateur », précise Florian Meunier. Est-ce pour cela qu'il existait un méreau de jongleur au XIVe siècle, probablement la seule monnaie de singe du monde, détenue par le musée Carnavalet ? « Un méreau, tel un jeton, s'apparente à une fausse pièce de monnaie coulée dans un métal médiocre qui vaut de l'argent mais n'en est pas », précise Florian Meunier. Le méreau en question a, sur l'avers, un joueur de vielle à archet faisant danser un chien et, sur le revers, un singe avec une chaîne autour du cou.